# 도날드 맥가브란
도날드 맥가브란(Donald Anderson McGavran, 1897년 12월 15일 - 1990년 )은 풀러 신학교의 선교학 교수이다. 인도 선교사였으며, 효과적인 복음전도와 기독교 회심 연구로 그의 삶을 보냈다.

## 생애[1]
맥가브란 (McGavran)은 1897년 12월 인도에서 선교사인 부모로부터 태어났으며, 그와 그의 아내 메리(Mary)는 학생자원운동(SVM, Student Volunteer Movement, 1886)의 영향으로 선교사로 헌신하여, 1923년부터 1954년까지 인도에서 미국 그리스도의 교회(the church of disciples of Christ) 소속 선교사로, 31년 간 사역하였다.

### 유년시절
그는 유년시절 인도에서 교육을 받았다.

### 대학
이어서 미국의 버틀러 대학(Butler University, B.A., 1920)과 예일대학(Yale Divinity School, B.D., 1922), 인디아나폴리스 선교대학(Indianapolis College of Missions, M.A., 1923)과 콜럼비아 대학 (Columbia University, Ph D., 1936)에서 교육을 받았다.

## 주요 저서
*「하나님의 교량」(The Bridge of God, 1954)
*「교회성장 이해」(Understanding Church Growth, 1970)

## 같이 보기
- 기독교 선교

## 참조
- Christian mission
- www.churchgrowthnetwork.com

1. ↑  “개신교 선교 인물사(4) 도날드 A 맥가브란(1897-1990)”. 2015년 10월 22일. 2020년 2월 24일에 확인함.